# La Tablada (centro clandestino de detención y tortura)

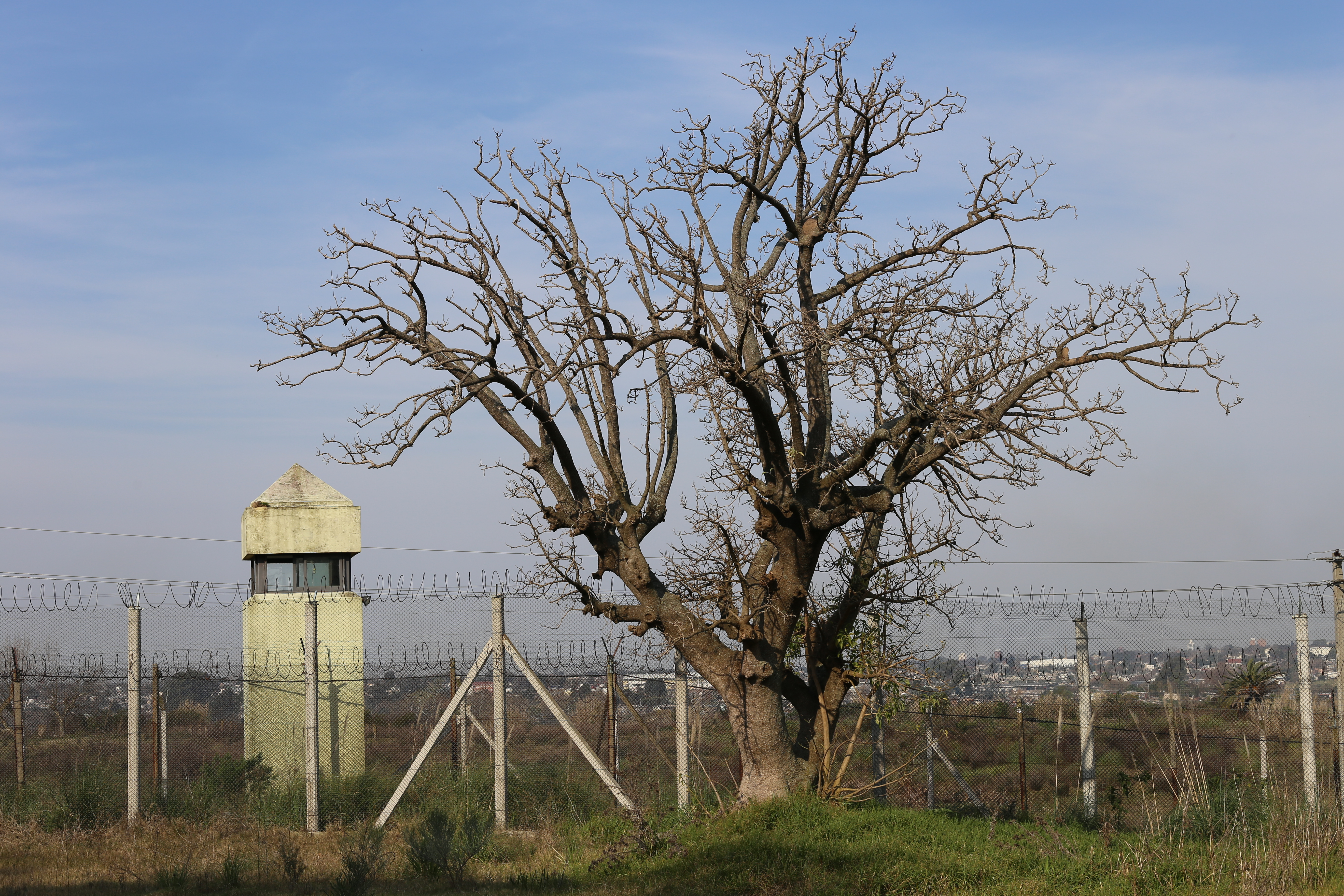
Las torretas de vigilancia del predio fueron construidas durante el funcionamiento del lugar como cárcel de adultos, ya en democracia, entre los años 2002 y 2012.

La Tablada, también conocida como Base Roberto, fue un centro clandestino de detención y tortura que operó entre los años 1977 y 1983, donde se cometieron graves violaciones a los derechos humanos de detenidos por razones políticas durante la dictadura cívico militar uruguaya. Allí funcionó el Órgano Coordinador de Operaciones Antisubversivas (OCOA) y existen denuncias de que se practicó en forma sistemática la tortura, los abusos sexuales y las desapariciones de personas.

## Historia
Este centro clandestino funcionó en un edificio ubicado en Camino Melilla y Camino Luis Eduardo Pérez, en el departamento de Montevideo, el cual había históricamente sido usado como hotel de troperos cuando conducían su ganado a La Tablada Nacional. Ese edificio fue confiscado por orden del presidente de facto Juan María Bordaberry en 1975, y fue utilizado originalmente por la dictadura como  taller y depósito de vehículos.
A mediados de 1977 fueron llevados a este lugar los secuestrados y los aparatos de tortura que estaban hasta entonces en el centro clandestino de detención y tortura 300 Carlos. De acuerdo a la organización de ex Presos de La Tablada, por este centro pasaron alrededor de 240 secuestrados, aunque el número podría ser mayor. Asimismo, es considerado el principal lugar de asesinato y desaparición de personas del país, ya que al menos 11 de los alrededor de 40 detenidos desaparecidos en territorio uruguayo fueron vistos por última vez en este lugar.
Luego del cierre de este centro represivo con posterioridad al Pacto del Club Naval de 1984, el edificio sufrió importantes transformaciones y ofició como centro de reclusión, primero de adolescentes infractores desde el año 1988, y luego de adultos, entre los años 2002 y 2012. En ese último período se construyó en el predio una cancha de fútbol y torretas de vigilancia, entre otras modificaciones.
En el año 2016 el Instituto Nacional de Inclusión Social Adolescente (INISA) dependiente del Poder Ejecutivo, anunció que al año siguiente se inauguraría en este predio un centro de rehabilitación para adolescentes con 200 plazas. En vista de este proyecto, el Observatorio Luz Ibarburu, solicitó en el marco de la causa penal que investiga la desaparición forzada de Miguel Ángel Mato Fagián, una medida cautelar de "no innovar", es decir, de no hacer obras de ninguna especie ni modificaciones de las construcciones, debido a que existe la sospecha de que además hubo enterramientos de cuerpos de detenidos desaparecidos. Esta medida fue dictada en el año 2017 y el predio se encuentra actualmente desocupado.

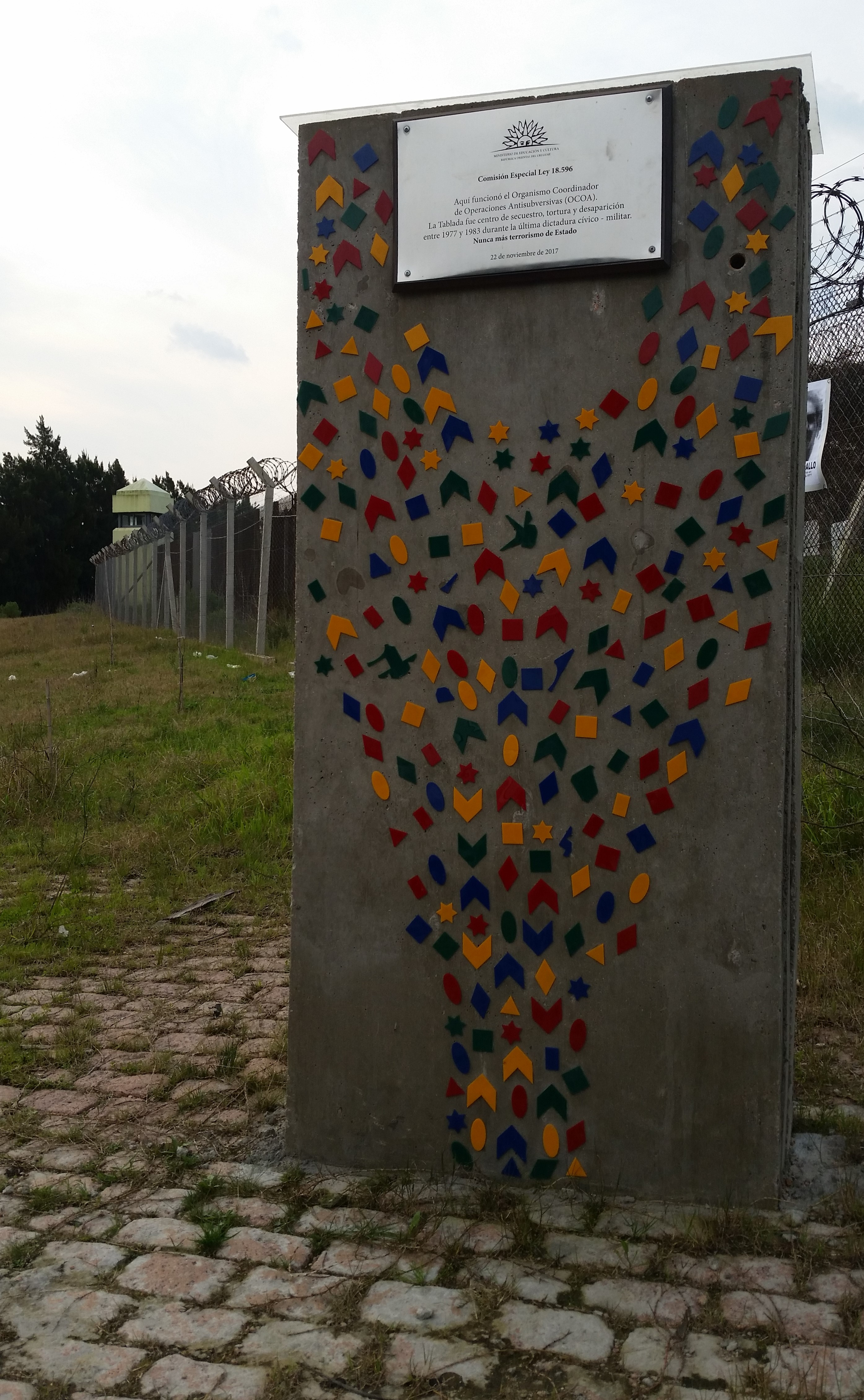
Placa de la memoria instalada a fines del año 2017.

El 22 de noviembre de 2017 la “Comisión Especial Ley 18.596” del Ministerio de Educación y Cultura instaló una placa de la memoria señalando el lugar como un centro de secuestro, tortura y desaparición de personas.
En 2019 el predio de La Tablada Nacional (64 ha) fue declarado Sitio de Memoria por la Ley 19.641 del 2018 a partir de la solicitud de sobrevivientes de la Base Roberto y de familiares de detenidos desaparecidos del lugar.

## Detenidos/as desaparecidos/as
Según diferentes investigaciones, en este lugar fueron vistos por última vez Omar Paitta, Luis Eduardo Arigón Castel, Amelia Sanjurjo Casal, Óscar José Baliñas Arias, Óscar Tassino Asteazu, Eduardo Gallo Castro, Carolina Barrientos Sagastibelza de Carneiro, Carlos Federico Cabezudo Pérez, Célica Élida Gómez Rosano, Ricardo Alfonso Blanco Valiente, Félix Sebastián Ortiz y Miguel Ángel Mato Fagian. 
Todos ellos, exceptuando a  Ricardo Alfonso Blanco Valiente, Amelia Sanjurjo Casal y  Luis Eduardo Arigón Castel (cuyos restos fueron encontrados en el Batallón Nº14 de Toledo el 15 de marzo de 2012, el 6 de junio de 2023 y el 30 de julio de 2024 respectivamente), permanecen desaparecidos.